# 长梗驼蹄瓣
长梗驼蹄瓣（学名：Zygophyllum obliquum）为蒺藜科驼蹄瓣属的植物。分布在中亚以及中国大陆的甘肃等地，多生于低山山坡及河滩沙砾地，目前尚未由人工引种栽培。

## 别名
长梗霸王（中国沙漠植物志）